# Marianna Csörnyei
Marianna Csörnyei (* 8. Oktober 1975 in Budapest) ist eine ungarische Mathematikerin.

## Leben
Csörnyei studierte ab 1994 an der Loránd-Eötvös-Universität, wo sie 1999 bei György Petruska promoviert wurde (Untersuchungen in der geometrischen Maßtheorie in der Ebene und in Banachräumen). Danach war sie ab 1999 Research Fellow und ab 2004 Professorin am University College London und ist seit 2011 Professorin an der University of Chicago.
2009/2010 war sie Gastprofessorin an der Yale University und Gastwissenschaftlerin in Cambridge (Isaac Newton Institute und Universität), der Texas A&M University, der Universität Jyväskylä in Finnland, der University of Washington und dem Pacific Institute for the Mathematical Sciences. 2003/04 war sie am Institute for Advanced Study.
Sie war im Herausgebergremium von Mathematika und in dem des Journal und Bulletin der London Mathematical Society und ist im Herausgebergremium des Journal of Functional Analysis.

## Wirken
Sie befasst sich mit reeller Analysis, geometrischer Maßtheorie und geometrischer nichtlinearer Funktionalanalysis. Sie bewies die Äquivalenz von verschiedenen Definitionen von Mengen vom Maß 0 in unendlich dimensionalen Banachräumen.

## Auszeichnungen
Csörnyei gewann 1996 den ungarischen Schweitzer-Mathematik-Wettbewerb und erhielt 1993 eine Goldmedaille auf der Internationalen Mathematik-Olympiade in Istanbul. 2002 erhielt sie den Whitehead-Preis und im selben Jahr den Wolfson Research Merit Award der Royal Society. 2008 erhielt sie einen Philip Leverhulme Preis im Bereich Mathematik und Statistik. 2010 war sie Invited Speaker auf dem Internationalen Mathematikerkongress in Hyderabad (mit Giovanni Alberti, David Preiss Differentiability of Lipschitz functions, structure of null sets and other problems). Für 2022 ist Csörnyei als Noether Lecturer vorgesehen.

## Schriften (Auswahl)
- Aronszajn null and Gaussian null sets coincide. Israel J. Math. 111 (1999), 191–201.
- mit Hencl, Maly: Homeomorphisms in the Sobolev space W1,n−1. J. Reine Angew. Math. 644 (2010), 221–235.
- mit Alberti, Preiss: Differentiability of Lipschitz functions, structure of null sets, and other problems.  Proceedings of the International Congress of Mathematicians. Volume III, 1379–1394, Hindustan Book Agency, New Delhi, 2010.